# Zwartkeellelvliegenvanger
De zwartkeellelvliegenvanger (Platysteira peltata) is een zangvogel uit de familie Platysteiridae (lelvliegenvangers).

## Verspreiding en leefgebied
Deze soort komt voor in centraal, oostelijk en zuidoostelijk Afrika en telt drie ondersoorten:
- P. p. cryptoleuca: van Somalië tot noordelijk Mozambique.
- P. p. mentalis: van centraal Angola tot westelijk Kenia, westelijk Tanzania en Malawi.
- P. p. peltata: van Zambia tot centraal Mozambique en oostelijk Zuid-Afrika.

## Status
De grootte van de populatie is niet gekwantificeerd maar de soort wordt omschreven als schaars tot plaatselijk algemeen. Op de Rode lijst van de IUCN heeft deze soort de status niet bedreigd.